# Jacob Butterfield
Jacob Butterfield (Bradford, Inglaterra, 10 de junio de 1990) es un futbolista inglés que juega en la posición de centrocampista para el Gateshead F. C. de la National League.

## Clubes
| Club                               | País       | Año       |
| ---------------------------------- | ---------- | --------- |
| Barnsley F. C.                     | Inglaterra | 2007-2012 |
| Norwich City F. C.                 | Inglaterra | 2012-2013 |
| Bolton Wanderers F. C. (cedido)    | Inglaterra | 2012-2013 |
| Crystal Palace F. C. (cedido)      | Inglaterra | 2013      |
| Middlesbrough F. C.                | Inglaterra | 2013-2014 |
| Huddersfield Town A. F. C.         | Inglaterra | 2014-2015 |
| Derby County F. C.                 | Inglaterra | 2015-2019 |
| Sheffield Wednesday F. C. (cedido) | Inglaterra | 2017-2018 |
| Bradford City A. F. C. (cedido)    | Inglaterra | 2019      |
| Luton Town F. C.                   | Inglaterra | 2019-2020 |
| Melbourne Victory F. C.            | Australia  | 2020-2021 |
| St. Johnstone F. C.                | Escocia    | 2021-2022 |
| Scunthorpe United F. C.            | Inglaterra | 2022-2024 |
| Gateshead F. C.                    | Inglaterra | 2024-     |